# Podanotum
Podanotum là một chi bướm ngày thuộc họ Lycaenidae.